# Il figlio di viso pallido
Il figlio di viso pallido (Son of Paleface) è un film del 1952 diretto da Frank Tashlin.
È una commedia western statunitense con Roy Rogers, Bob Hope e Jane Russell. È il seguito di Viso pallido del 1948. È l'ultimo film di Roy Rogers prima del suo ritiro dalle scene cinematografiche durato venti anni (se si esclude un breve cameo in un'altra commedia western con Bob Hope, Arriva Jesse James).

## Produzione
Il film, diretto da Frank Tashlin su una sceneggiatura dello stesso Tashlin e di Robert L. Welch e Joseph Quillan, fu prodotto da Robert L. Welch per la Paramount Pictures tramite la Hope Enterprises e girato nell'Iverson Ranch a Chatsworth, nel Paramount Ranch ad Agoura e nei Paramount Studios a Hollywood, in California con un budget stimato in 3,4 milioni di dollari.

## Colonna sonora
- Buttons and Bows - di Jay Livingston e Ray Evans, cantata da Bob Hope, Roy Rogers e Jane Russell
- Four Legged Friend - di Jack Brooks, cantata da Bob Hope e Roy Rogers
- Wing-Ding Tonight - di Jay Livingston e Ray Evans, cantata da Bob Hope e Jane Russell
- Am I In Love - di Jack Brooks, cantata da Bob Hope e Jane Russell
- There's a Cloud in My Valley of Sunshine - di Jack Hope e Lyle Moraine, cantata da Bob Hope e Roy Rogers
- California Rose - di Jay Livingston e Ray Evans, cantata da Roy Rogers
- What a Dirty Shame - di Jay Livingston e Ray Evans, cantata da Bob Hope
- I've Got Spurs that Jingle Jangle Jingle - scritta da Joseph J. Lilley e Frank Loesser, in sottofondo
- In the Cool Cool of the Evening - musica di Hoagy Carmichael e parole di Johnny Mercer, cantata da Bob Hope
- Dixie - scritta da Daniel Decatur Emmett, in sottofondo
- Tramp! Tramp! Tramp! (The Prisoner's Hope) - scritta da George Frederick Root, in sottofondo
- Skip to My Lou - tradizionale, in sottofondo

## Distribuzione
Il film fu distribuito con il titolo Son of Paleface negli Stati Uniti dal 14 luglio 1952 al cinema dalla Paramount Pictures.
Altre distribuzioni:
- in Svezia il 1º settembre 1952 (Blekansiktets son)
- in Francia il 17 ottobre 1952
- in Finlandia il 14 novembre 1952 (Valkonaaman poika)
- in Italia il 6 dicembre 1952
- in Germania Ovest il 10 aprile 1953 (Bleichgesicht Junior)
- in Austria il 17 aprile 1953 (Bleichgesicht Junior)
- in Danimarca il 29 aprile 1953 (Søn af Blegansigt)
- in Giappone il 10 giugno 1953
- ad Hong Kong il 13 agosto 1953
- in Portogallo il 1º maggio 1954 (O Filho do Valentão)
- in Danimarca il 13 settembre 1965 (redistribuzione)
- in Germania Est (Bleichgesicht im Wilden Westen, in TV)
- in Belgio (De zoon van het bleekgezicht e Le fils du visage pâle)
- in Brasile (O Filho do Treme-Treme)
- in Grecia (O gyios tou hlomou prosopou)
- in Italia (Il figlio di viso pallido)

## Critica
Secondo il Morandini Tashlin "s'infischia della trama per affidarsi al ritmo rapido e alle gag comiche". Morandini segnala inoltre la gag di Hope che deve dividere il letto con il cavallo Trigger